# Suhoj Su-15
Suhoj Su-15 (NATO oznaka 'Flagon') je bilo dvomotorno nadzvočno prestrezniško letalo, ki so ga razvili v Sovjetski zvezi kot naslednika Suhoja Su-11. Slednji je bil preveč zastarel za novejše NATO-ve strateške bombnike. Su-15 je bil v uporabi do razpada Sovjetske zveze. Zadnja uporaba je bila okoli leta 1996 v Ukrajini.
Verjetno najbolj znan incident z letalom Su-15 je bila sestrelitev potniškega letala Boeing 747 južnokorejske letalske družbe Korean Air Lines, ki je bilo sestreljeno 1. septembra 1983 nad Tatarskim prelivom med opravljanjem leta 007 iz Anchoragea v Seul, ko je nepooblaščeno priletelo v sovjetski zračni prostor zaradi napake pilotov, pilot letala Su-15 pa ga je imel za ameriško vohunsko letalo.
Su-9 in Su-11 nista bila kos novemu bombniku Boeing B-52 Stratofortress, predvsem zaradi radarja in letalskih sposobnosti. Sprva so prestavili koncept 'T-49', ki je imel trup od Su-9 in nos v katerem je bil RP-22 Orjol-D  radar (NATO "Skip Spin"). Predstavili so tudi koncept T-5m ki je bil precej modificiran Su-11 in je imel dva motorja Tumanski R-11.
To je vodilo do T-58, ki je imel dva motorja in T-49 nos. Prvi prototip je poletel 30. maja 1962. Novo letalo je dobilo oznako Su-15. Sprva so imeli politične težave, ker je Jakovljev na isti liniji v Sibirsku proizvajal Jak-28P. Serijska proizvodnja Su-15 se je začela leta 1966.

## Tehnične specifikacije (Su-15TM)
Podatki iz Wilson
Splošne karakteristike
- Posadka: 1
- Dolžina: 19,56 m (64 ft 2 in)
- Razpon kril: 9,34 m (30 ft 7 in)
- Višina: 4,84 m (15 ft 10 in)
- Površina kril: 36,6 m² (394 ft²)
- Teža praznega letala: 10 874 kg (23 973 lb)
- Naložena teža: 17 194 kg (37 920 lb)
- Pogon letala: 2 × Tumanski R-13-300 turboreaktivni motorji
  - Potisk motorjev (suh): 40,21 kN (9 040 lbf)  vsak
  - Potisk motorjev z dodatnim zgorevanjem: 70,0 kN (15 730 lbf) vsak

 Zmogljivost 
- Maks. hitrost: Mach 2,1, 2 230 km/h (1 386 mph) z raketami (2 x K-8/R-8/R-98  brez dodatnih tankov za gorivo) na visoki višini, Mach 2,5 v "čisti" konfiguraciji
- Doseg: 1 380 km (897 mi) combat
- Največji doseg: 1 700 km (1 106 mi)
- Višina leta: 18 100 m (59 383 ft)
- Hitrost vzpenjanja: 228 m/s (45 000 ft/min)

Oborožitev

- 2 × R-98M (AA-3 "Anab"), po navadi ena radarsko vodena in druga infrardeče vodena
- 2 × ali 4 × R-60 (AA-8 "Aphid")
- Opcija 2 × UPK-23-250 23 mm topa